# Жебелев, Григорий Иванович
Григорий Иванович Жебелев (1766—1857) — русский актёр-комик, современник Плавильщикова и Яковлева. Отец пианистки Олимпиады Жебелёвой.

## Биография
Григорий Жебёелев родился в семье небогатого купца города Вереи. Он не получил в детстве никакого образования и лишь научился немного читать и писать. Он был еще мальчиком, когда отец отвез его сначала на Украину и приставил к продаже водки, а оттуда в Петербург, где отдал "в мальчики" к винному торговцу. В Петербурге у  Григория пробудилась охота к чтению, перешедшая вскоре в страсть. Затем Григорий Жебёлев служил на посылках у нотариуса, был сидельцем в винном магазине брата и рассыльным мальчиком у портного. Последняя служба давала ему возможность посещать только что открывшийся тогда (в 1770-х гг.) Каменный театр. Жебелёв, увидев игру на сцене игру  Дмитревского и Шушерина, все больше и больше увлекался сценой; заучивал роли и целые пьесы; причем, старался подражать виденным им актерам; его заветной мечтой стало сделаться актером. Скопив денег, он вместе с братом открыл шляпный магазин. По соседству находилась галантерейная лавка, в которой служил сидельцем А. С. Яковлев, известный впоследствии трагик. Жебелев близко сошелся с ним, и они вместе отдавались общему для них увлечению театром. Жебелеву, после многих усилий, удалось, наконец, поступить на Московскую Императорскую сцену — когда именно, установить трудно; но во всяком случае несомненно, что в 1804 г. он уже пользовался значительной известностью в театральном мире.
С 1804 года выписан в Петербург, где выступал на Императорской сцене в амплуа комиков, карикатур и простаков.
Извлечения из его автобиографических записок напечатаны в «Санкт-Петербургских Ведомостях», 1857, № 200.